# ماگدالنا بروس
ماگدالنا بروس (لهستانی: Magdalena Berus؛ زادهٔ ۱۷ ژوئن ۱۹۹۳) بازیگر اهل لهستان است. وی دانش‌آموختهٔ آکادمی ملی هنرهای نمایشی آ.س.ت. در کراکوف است.

## گزیدهٔ نقش‌آفرینی‌ها

### سینما
- ماندگار (۲۰۱۳)

### تلویزیون
- فرابنفش (۲۰۱۹)
- فرصت دوباره (۲۰۱۸–۲۰۱۶)
- قرارداد (۲۰۱۶)